# Ringhofferovy závody
Ringhofferovy závody a. s. (německy Ringhoffer-Werke A.G.) byl český strojírenský podnik, sídlící v Praze-Smíchově. Hlavním výrobním artiklem byla zpočátku technologie pro pivovary a cukrovary, firma později vyráběla především osobní a nákladní železniční vozy, lokomotivní tendry a tramvaje.
Zachované objekty Ringhofferových závodů na Smíchově (správní budova čp. 20 v Kartouzské ulici a uliční průčelí fasád dvou výrobních hal čp. 233 v Plzeňské ulici) jsou chráněny jako kulturní památka České republiky.

## Historie

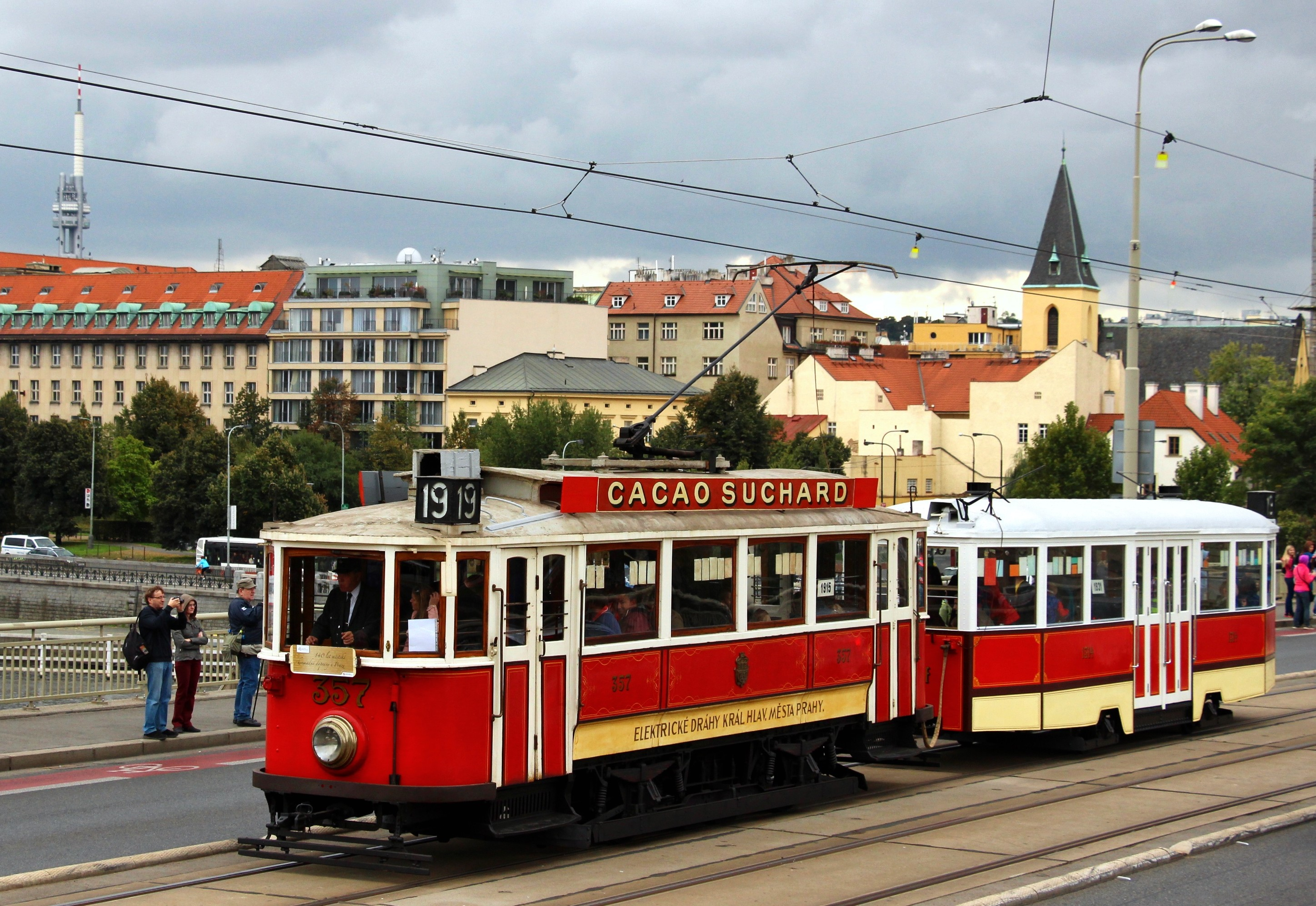
Historická pražská tramvajová souprava tvořená vozy, které vyrobily v letech 1915 (motorový) a 1931 (vlečný) Ringhofferovy závody

Podnik byl veden pražskou německou rodinou Ringhofferů. František Ringhoffer, původem z Rakouska, přišel na konci 60. let 18. století do Prahy a na Starém Městě si založil dílnu, kde vyráběl kotle a další mědikovecké zboží. Jeho potomci potom firmu rozšiřovali a přesunuli nejprve na Nové Město a posléze na Smíchov, kde v letech 1852 a 1853 vznikl rozsáhlý výrobní areál, v dalších desetiletích zvětšovaný. Tehdy také začali Ringhofferové s výrobou železničních vozů, od roku 1876 vyráběli i tramvaje.
V roce 1911 vznikla akciová společnost Ringhofferovy závody. Po vzniku Československa v roce 1918 začal Hanuš Ringhoffer vytvářet rozsáhlý koncern zabývající se dopravním strojírenstvím. Do jeho majetku přešla Kopřivnická vozovka (dnešní Tatra), Moravskoslezská vozovka ve Studénce (jejímž nástupcem je Škoda Vagonka), Továrna na vozy v Kolíně (nástupcem jsou Dukla strojírny), Severočeská vozovka a strojírna Česká Lípa (dnešní Bombardier Transportation Czech Republic) a také vsetínská Elektrotechnická továrna Josef Sousedík. Koncem roku 1935 rozhodly valné hromady Ringhofferových závodů a Závodů Tatra o sloučení obou podniků (Tatra byla součástí koncernu Ringhoffer, který vlastnil přes 99 % jejích akcí) se zpětnou platností od 1. ledna 1935. Sloučená akciová společnost nesla název Závody Ringhoffer–Tatra.
Firma byla v roce 1946 na základě Benešových dekretů znárodněna a stal se z ní národní podnik Tatra. Jeho ústředí s hlavní konstrukční kanceláří sídlilo v Praze, závody měl v Kopřivnici, na Smíchově, v České Lípě, v Kolíně a v Berouně. V roce 1948 byla do koncernu začleněna i Popradská vozovka, strojáreň a pilnikáreň (dnešní Tatravagónka). V letech 1949 a 1950 byl celý národní podnik Tatra reorganizován, došlo ke zrušení podnikového ředitelství a k osamostatnění jednotlivých závodů. Z původního Ringhofferova závodu na Smíchově se stal národní podnik Vagónka Tatra Smíchov, který byl v roce 1963 začleněn do struktury oborového podniku ČKD Praha. Pokračovatelem hlavní konstrukční kanceláře Ringhofferových závodů byl od roku 1958 Výzkumný ústav kolejových vozidel, po roce 1989 privatizovaný jako akciová společnost VÚKV.